# Скандал Клінтон — Левінскі

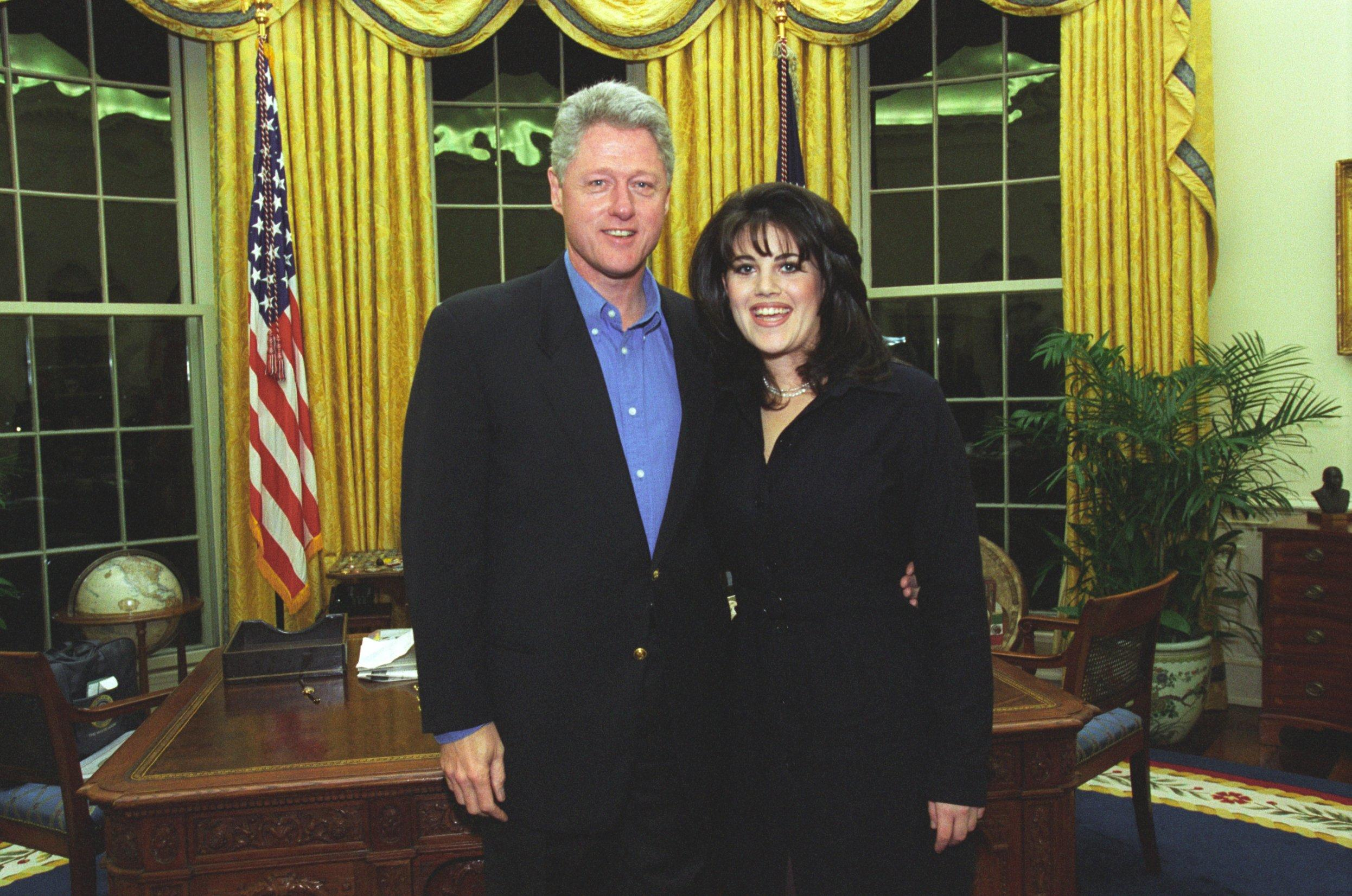
Клінтон з Левінскі в лютому 1997 року

Скандал Клінтон — Левінскі (англ. Clinton–Lewinsky scandal) — гучний сексуальний та політичний скандал за участю президента Сполучених Штатів Білла Клінтона та стажистки Білого дому Моніки Левінскі. Цей скандал іноді називають «Монікагейт», «Левінскігейт», «Сексгейт» за аналогією з Вотергейтом.
Їхні інтимні стосунки почалися в 1995 році (коли Клінтону було 49 років, а Левінскі — 22) і тривали 18 місяців, закінчившись у 1997 році. В січні 1998 року з'явились публікації, в яких стверджувалось про факти сексуальних відносин президента з стажеркою. Клінтон у телевізійній промові наприкінці січня 1998 року заявив: «Я не мав сексуальних стосунків із цією жінкою, пані Левінскі». Подальше розслідування призвело до звинувачень у неправдивих свідченнях й перешкоджанні правосуддю та до ініціації Палатою представників США імпічменту Клінтона. Згодом в судовому процесі в Сенаті США він був виправданий за всіма звинуваченнями за процедурою імпічменту.
Проте суддя Сьюзан Веббер Райт засудила Клінтона за неповагу до суду при наданні оманливих свідчень у справі Паули Джонс щодо Левінскі. Клінтон був оштрафований на 90 000 доларів. У 2001 році його ліцензію на адвокатську діяльність було призупинено в Арканзасі на п'ять років. У відповідності до встановлених правил, це призвело до позбавлення права адвокатської діяльності й у Верховному суді США.
Левінскі була випускницею приватного гуманітарного коледжу. Її найняли під час першого терміну Клінтона в 1995 році за діючою державного програмою стажування в Білому домі, а пізніше вона стала співробітницею Управління законодавчих питань Білого дому. Вважається, що Клінтон почав особисті стосунки з нею, коли вона працювала в Білому домі, деталі яких вона пізніше довірила своїй подрузі Лінді Тріпп, співробітниці з міністерства оборони, яка таємно записала їхні телефонні розмови.
У січні 1998 року Тріпп, коли дізналась, що Левінскі у справі Поли Джонс під присягою заперечила стосунки з Клінтоном, записи телефонних розмов передала Кенові Старру, незалежному адвокату, який розслідував справи Клінтона з інших питань. Під час свідчень великого журі відповіді Клінтона були ретельно сформульовані, і він стверджував, що «це залежить від значення цього слова» щодо правдивості його заяви про відсутність сексуальних стосунків.

## Звинувачення в сексуальному контакті

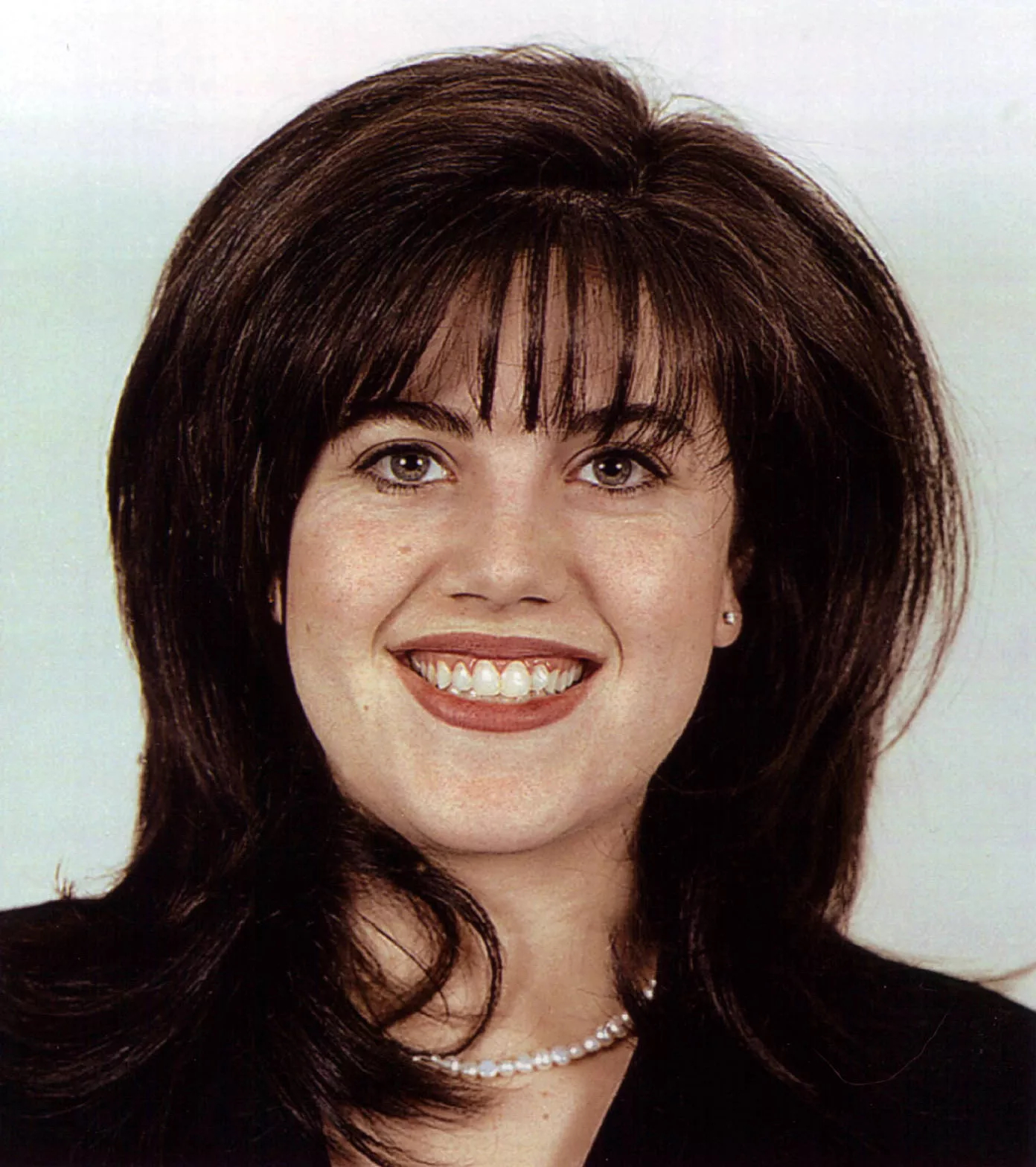
Моніка Левінскі в травні 1997 року

Левінскі сказала, що з листопада 1995 року по березень 1997 року 9 разів мала сексуальні стосунки з Біллом Клінтоном. Згідно з опублікованим графіком, перша леді Гілларі Клінтон перебувала в Білому домі принаймні у деякі з цих днів.
У квітні 1996 року керівництво Левінскі перевело її на роботу до Пентагону, оскільки вважало, що вона проводить занадто багато часу з Клінтоном. Тодішній представник США при ООН Білл Річардсон у своїй автобіографії пише, що у 1997 році його попросили провести співбесіду з Левінскі щодо її роботи в ООН. Річардсон запропонував їй посаду, яку вона відхилила.
Левінскі розповіла Лінді Тріпп про свої стосунки з Клінтоном. Тріпп переконала Левінскі зберегти подарунки, які їй подарував Клінтон, і не здавати у хімчистку забруднену спермою сукню, щоб зберегти це як «страховий поліс». Тріпп повідомила про ці розмови літературній агентці Лучіанні Ґолдберг, яка порадила їх таємно записати, що Тріпп почала робити у вересні 1997 року. Ґолдберг також порадила Тріпп передати записи незалежному раднику Кеннету Старру та повідомити людей, які працюють у справі Паули Джонс. Восени 1997 року Ґолдберг розповіла про записи репортерам, зокрема з Newsweek.
Левінскі по справі Паули Джонс давала свідчення під присягою, в яких заперечувала будь-які фізичні стосунки з Клінтоном. У січні 1998 року вона спробувала переконати Тріпп дати такі ж свідчення у справі Джонс. Натомість Тріпп передала записи Старру, який розслідував деякі інші справи. Старр, озброєний доказами визнання Левінскі фізичних стосунків із Клінтоном, розширив розслідування, включивши Левінскі та її можливе лжесвідчення у справі Джонс.

## Відмова і подальше визнання
Перше повідомлення про скандал з'явилось 17 січня 1998 року на сайті Drudge Report, у якому йшлось про ознайомлення редакторів Newsweek з історією репортера-розслідувача Майкла Ісікова. Остаточно історія була опублікована 21 січня у Вашингтон пост. Незважаючи на швидке заперечення Клінтона, пристрасті вирували кілька днів і все голоснішою ставала вимога офіційної відповіді з боку Білого дому. 26 січня президент Клінтон, стоячи зі своєю дружиною, виступив на прес-конференції в Білому домі та опублікував заперечення, у якому сказав:
Я хочу, щоб ви мене почули. Я хочу ще раз повторити: у мене не було сексуальних стосунків з тією жінкою, міс Левінскі. Я ніколи нікому не наказував брехати, жодного разу, ніколи. Ці звинувачення неправдиві. І мені потрібно повернутися до роботи для американського народу. Дякую.
Експерти обговорювали, чи Клінтон згадає про звинувачення у своєму зверненні про стан країни. Зрештою, він вирішив не чіпати цю тему.
Гілларі Клінтон підтримувала свого чоловіка протягом усього скандалу. 27 січня під час виступу на NBC Today вона сказала, що ця історія демонструє всім наявність «величезної змови правих» проти її чоловіка з того дня, як він оголосив участь у президентській кампанії.
Протягом наступних кількох місяців і впродовж літа ЗМІ обговорювали, чи був роман і чи брехав Клінтон, чи перешкоджав правосуддю. Але ніякий додаткових свідчень не було, окрім аудиозаписів, оскільки Левінскі нічого не обговорювала. 28 липня 1998 року Левінскі отримала «свідоцький імунітет» (гарантію не переслідувати її за можливі злочини, які можуть виявитись завдяки її свідченням) в обмін на свідчення великому журі щодо її стосунків з Клінтоном. Вона також передала слідчим заплямовану спермою блакитну сукню (яку не віддала до хімчистки за порадою Тріпп). ФБР за аналізом ДНК у плямах сперми та зразком крові Клінтона підтвердили спорідненість, незважаючи на офіційне заперечення Клінтона.
17 серпня 1998 року Клінтон визнав перед великим журі, що вступив у «неналежні фізичні стосунки» з Левінскі. Того вечора він зробив заяву по національному телебаченню, в якій визнав, що його стосунки з Левінскі були «невідповідними».
20 серпня 1998 року, через три дні після того, як Клінтон дав свідчення щодо скандалу з Монікою Левінскі, розпочалась операція «Infinite Reach», при якій США здійснили ракетні удари по базах Аль-Каїди в Хості (Афганістан) та фармацевтичній фабриці Аль-Шіфа в Хартумі (Судан). Деякі країни, ЗМІ, протестувальники та республіканці звинуватили Клінтона у тому, що він віддав наказ про операцію саме зараз для відвернення уваги. При цьому проводились паралелі з нещодавно випущеним фільмом Хвіст крутить собакою, у якому вигаданий президент імітує війну в Албанії, щоб відвернути увагу від сексуального скандалу. Представники адміністрації заперечували будь-який зв'язок між ракетними ударами та поточним скандалом. Ракетні удари також спричинили поширення антисемітських чуток на Близькому Сході про те, що Левінскі була єврейською агенткою, підісланою, щоб вплинути на Клінтона проти допомоги Палестині.

## Звинувачення в неправдивих свідченнях
Клінтон у своїй заяві по справі Джонс заперечував сексуальні стосунки з Левінскі. Ґрунтуючись на доказах — сукні зі спермою Клінтона, — Старр дійшов висновку, що свідчення президента під присягою були неправдивими.
Під час дачі показань Клінтона запитали: «Чи мали ви коли-небудь сексуальні стосунки з Монікою Левінскі, як цей термін визначено в Докладній справі 1?» Суддя наказав надати Клінтону можливість переглянути узгоджене визначення терміну «сексуальні стосунки». Після цього Клінтон відповів: «Я ніколи не мав сексуальних стосунків з Монікою Левінскі». Пізніше Клінтон сказав: «Я думав, що визначення включає будь-яку діяльність [мене], де [я] був діючим суб'єктом і контактував з тими частинами тіла», які були чітко перелічені (і «з наміром отримати задоволення чи збудити сексуальне бажання будь-якої людини»). Іншими словами, Клінтон заперечував, що він коли-небудь контактував з "геніталіями, анусом, пахом, грудьми, внутрішньою поверхнею стегна або сідницями Левінскі та фактично стверджував, що узгоджене визначення «сексуальних стосунків» включало надання орального сексу, але не описувало його отримання.
Через два місяці після того, як Сенат не визнав його винним, президент Клінтон був засуджений суддею Сьюзен Веббер Райт за неповагу до суду у вигляді надання оманливих свідчень щодо його сексуальних стосунків із Левінскі, а також був оштрафований на 90 000 доларів. Посилаючись на фінансові проблеми, Клінтон відмовився подати апеляцію щодо цивільного рішення про неповагу до суду, але все одно стверджував, що його свідчення відповідають визначенню «сексуальних стосунків». У 2001 році його ліцензію на юридичну практику було призупинено в Арканзасі на п'ять років. У відповідності до встановлених правил, це призвело до позбавлення права адвокатської діяльності й у Верховному суді США.

## Імпічмент
У грудні 1998 року Демократична партія Клінтона була в меншості в обох палатах Конгресу. Декілька членів Конгресу від Демократичної партії та більшість із опозиційної Республіканської партії стверджували, що дача Клінтоном неправдивих свідчень і можливий вплив на свідчення Левінскі були злочинним перешкоджанням правосуддю та лжесвідченням, а отже, злочинами, після яких Клінтон заслуговує імпічменту. Після затримки через кампанію бомбардувань в Іраку Палата представників проголосувала за імпічмент на підставі двух звинувачень, після чого відбувся 21-денний судовий процес у Сенаті.
Клінтон був виправданий за обома пунктами, оскільки жоден не отримав необхідні дві третини голосів присутніх сенаторів. З потрібних 67 голосів, необхідних для засудження та звільнення з посади, за засудження проголосували від 45 до 50 сенаторів, залежно від звинувачення. Усі демократи в Сенаті проголосували за виправдання як за звинуваченням у лжесвідченнях, так і у перешкоджанні здійсненню правосуддя. Десять республіканців проголосували за виправдання за неправдиві свідчення, п'ять — за виправдання за перешкоджання правосуддю.
Таким чином президент Клінтон був виправданий за всіма звинуваченнями і залишився на посаді. Були спроби засудити президента Палатою представників, але ці спроби провалилися.

## Наслідки

### Вплив на президентські вибори 2000 року
Імовірно, скандал вплинув на президентські вибори в США 2000 року у двох протилежних напрямках. Кандидат від Демократичної партії та чинний віцепрезидент Альберт Ґор сказав, що скандал із Клінтоном був «перешкодою», яка розвіяла ентузіазм у їхній партії та призвела до зменшення голосів Демократичної партії. Клінтон сказав, що скандал зробив кампанію Ґора надто обережною, і що якби Клінтону було дозволено проводити кампанію за нього в Арканзасі та Нью-Гемпширі, обидва штати надали б Ґору необхідні голоси виборців, незалежно від наслідків суперечки щодо перерахунку голосів у Флориді.
Політологи підтримали обидві точки зору. До і після виборів 2000 року Джон Кокран з ABC News пов'язував скандал з Левінскі з феноменом виборців, який він назвав «втомою від Клінтона». Опитування показало, що скандал продовжував впливати на низькі особисті рейтинги Клінтона під час виборів, а такі аналітики, як Джон Г. Гір з Університету Вандербільта, пізніше дійшли до висновку, що «втома від Клінтона або свого роду моральне ретроспективне голосування мали значний вплив на шанси Ґора». Інші аналітики підтримали аргументи Клінтона і стверджували, що відмова Ґора від спільного проведення кампанії з Клінтоном зашкодила його привабливості.

### Побічні скандали
Під час скандалу прихильники колишнього президента Клінтона стверджували, що справа має залишитися приватною, і назвали декого з тих, хто підтримує імпічмент Клінтона, лицемірами. Широко розголошена кампанія розслідування активно шукала інформацію, яка могла б збентежити політиків, які підтримували імпічмент.
Британська газета The Guardian повідомляла, що Ларрі Флінт, видавець журналу Hustler, пообіцяв 1 мільйон доларів за компромат на конгресменів-республіканців, які виступали за імпічмент Клінтона. Флінт запевняв, що у нього є інформація на десяток відомих республіканців. Конгресмен від Луїзіани Роберт Лівінгстон пішов зі своєї посади після того, як дізнався наміри Флінта оприлюднити відомості про його роман.
У Генрі Гайда, республіканського голови комітету Палати представників з питань судочинства й головного керуючого Палати представників, також був роман під час перебування на посаді законодавця штату. Гайд, якому під час слухань у справі Левінскі було 70 років, відкинув звинувачення як «юнацьку необачність» — йому тоді був 41 рік.
Багато хто очікував, що конгресмен-республіканець Боб Лівінгстон стане спікером Палати представників Сполучених Штатів на наступній сесії Конгресу. Через кілька тижнів після того, як Флінт розкрив його роман, Лівінгстон подав у відставку та закликав Клінтона зробити те ж саме.
Боб Барр, ще один республіканський менеджер Палати представників, мав роман на стороні під час шлюбу. Барр був першим законодавцем в обох палатах, який закликав до відставки Клінтона через справу Левінскі.
Ден Бертон казав: «Нікому, незалежно від того, до якої партії він належить, у якій гілці влади він служить, не можна дозволити уникнути цих передбачуваних сексуальних непристойностей…». У 1998 році Бертон зізнався, що в 1983 році у нього самого був роман, від якого народилась дитина.
Ньют Ґінгріч, спікер Палати представників зізнався в 1998 році, що у той час, коли він очолював рух за імпічмент Білла Клінтона за неправдиві свідчення щодо роману з Монікою Левінскі, він ще був одружений зі своєю другою дружиною та мав роман із співробітницею Комітету з сільського господарства Палати представників Калістою Бісек.
Стівен К. Латуретт проголосував за імпічмент Білла Клінтона через скандал із Левінскі, тоді як у нього самого був тривалий роман із керівницею його апарату Дженніфер Лептук.
Республіканка Гелен Ченовет-Хейдж з Айдахо активно закликала до відставки Клінтона, а потім зізналася у власному шестирічному романі з одруженим власником ранчо в 1980-х роках.

### Особисте ставлення Клінтона
Історик Тейлор Бранч натякнув, що Клінтон вимагав внести зміни до його біографії «The Clinton Tapes: Wrestling History with the President» щодо відвертих зізнань Клінтона, що стосунки з Левінскі почались тому, що «я зламався, я просто зламався». Бранч пише, що Клінтон почував себе «в облозі, недооціненим і відкритим для зв'язку з Левінскі» після «втрати демократами більшості у Конгресі на виборах у листопаді 1994 року, смерті його матері в січні [1995 року] та триваючого розслідування у справі Whitewater». Публічно Клінтон раніше пояснював роман як «жахливу моральну помилку» через гнів на республіканців, та заявив, що «якщо люди мають нереалізований гнів, це змушує їх робити нераціональні, деструктивні речі».

## Подальше читання
- Communication from Kenneth W. Starr, Independent Counsel, Washington, D.C.: U.S. Government Publishing Office, 11 вересня 1998, архів оригіналу за 4 червня 2011
- A Chronology: Key Moments In The Clinton-Lewinsky Saga. CNN. (1998)
- «The Fallout». BBC Online in-depth coverage. (1999)